# Obsjtina Straldzja
Obsjtina Straldzja (bulgariska: Община Стралджа) är en kommun i Bulgarien.   Den ligger i regionen Jambol, i den östra delen av landet, 280 km öster om huvudstaden Sofia.
Obsjtina Straldzja delas in i:
- Vodenitjane
- Vojnika
- Zimnitsa
- Iretjekovo
- Kamenets
- Lozenets
- Părvenets
- Malenovo
- Dzjinot
- Nedjalsko
- Poljana
- Tamarino
- Tjarda

Följande samhällen finns i Obsjtina Straldzja:
- Straldzja

Trakten runt Obsjtina Straldzja består till största delen av jordbruksmark. Runt Obsjtina Straldzja är det ganska glesbefolkat, med 22 invånare per kvadratkilometer.